# Danh sách tài khoản Twitter có nhiều lượt theo dõi nhất
Danh sách tài khoản X có nhiều lượt theo dõi nhất là tập hợp 50 tài khoản có nhiều lượt theo dõi (follower) nhất trên mạng xã hội X (tên cũ: Twitter). Tính đến ngày 18 tháng 04 năm 2020, tài khoản có nhiều lượt theo dõi nhất thuộc về cựu tổng thống người Mỹ, Barack Obama, với 116 triệu follower. Đây là tài khoản thứ ba đạt 100 triệu lượt theo dõi (vào tháng 4 năm 2020).
Ngày 9 tháng 7 năm 2018, X thực hiện rà soát lại lượng follow thực bằng cách loại bỏ tài khoản ảo/bot. Kết quả là lượng theo dõi thực tế của nhiều tài khoản giảm xuống, có thể đến tài khoản của chính công ty X khi giảm từ 63 xuống còn 55 triệu lượt theo dõi, tương ứng với việc giảm từ hạng 11 xuống 16 trên bảng xếp hạng chung.

## Danh sách 50 tài khoản có nhiều lượt theo dõi trênTwitter
| Thứ hạng                  | Tên tài khoản    | Người sở hữu          | Người theo dõi (triệu) | Mô tả                                             | Tài khoản thương hiệu | Quốc gia    |
| ------------------------- | ---------------- | --------------------- | ---------------------- | ------------------------------------------------- | --------------------- | ----------- |
| 1                         | @elonmusk        | Elon Musk             | 175.1                  | Ông trùm kinh doanh và chủ sở hữu hiện tại của X. |                       | Hoa Kỳ      |
| 2                         | @BarackObama     | Barack Obama          | 131.9                  | Tổng thống thứ 44 của Hoa Kỳ                      |                       | Hoa Kỳ      |
| 3                         | @justinbieber    | Justin Bieber         | 111.2                  | Nhạc sĩ                                           |                       | Canada      |
| 4                         | @Cristiano       | Cristiano Ronaldo     | 110.5                  | Cầu thủ bóng đá                                   |                       | Bồ Đào Nha  |
| 5                         | @rihanna         | Rihanna               | 108.1                  | Nhạc sĩ                                           |                       | Barbados    |
| 6                         | @katyperry       | Katy Perry            | 106.7                  | Nhạc sĩ                                           |                       | Hoa Kỳ      |
| 7                         | @narendramodi    | Narendra Modi         | 95.5                   | Thủ tướng thứ 18 của Ấn Độ                        |                       | Ấn Độ       |
| 8                         | @taylorswift13   | Taylor Swift          | 95.1                   | Nhạc sĩ                                           |                       | Hoa Kỳ      |
| 9                         | @realDonaldTrump | Donald Trump          | 87.4                   | Tổng thống thứ 45 của Hoa Kỳ                      |                       | Hoa Kỳ      |
| 10                        | @ladygaga        | Lady Gaga             | 83.1                   | Nhạc sĩ và diễn viên                              |                       | Hoa Kỳ      |
| 11                        | @YouTube         | YouTube               | 79.7                   | Nền tảng chia sẻ video trực tuyến                 | Yes                   | Hoa Kỳ      |
| 12                        | @NASA            | NASA                  | 78.7                   | Cơ quan không gian                                | Yes                   | Hoa Kỳ      |
| 13                        | @KimKardashian   | Kim Kardashian        | 75.1                   | Truyền hình thực tế                               |                       | Hoa Kỳ      |
| 14                        | @EllenDeGeneres  | Ellen DeGeneres       | 74.8                   | Comedian and television host                      |                       | Hoa Kỳ      |
| 15                        | @X               | X                     | 67.4                   | Operator of platform                              | Yes                   | Hoa Kỳ      |
| 16                        | @selenagomez     | Selena Gomez          | 66.5                   | Musician and actress                              |                       | Hoa Kỳ      |
| 17                        | @BillGates       | Bill Gates            | 64.4                   | Businessman and philanthropist                    |                       | Hoa Kỳ      |
| 18                        | @cnnbrk          | CNN Breaking News     | 63.9                   | News channel                                      | Yes                   | Hoa Kỳ      |
| 19                        | @neymarjr        | Neymar                | 63.1                   | Football player                                   |                       | Brasil      |
| 20                        | @CNN             | CNN                   | 62.1                   | News channel                                      | Yes                   | Hoa Kỳ      |
| 21                        | @jtimberlake     | Justin Timberlake     | 61.1                   | Musician and actor                                |                       | Hoa Kỳ      |
| 22                        | @imVkohli        | Virat Kohli           | 60.2                   | Cricket player                                    |                       | Ấn Độ       |
| 23                        | @PMOIndia        | PMO India             | 55.4                   | Office of the Prime Minister of India             | Yes                   | Ấn Độ       |
| 24                        | @nytimes         | The New York Times    | 55.2                   | Newspaper                                         | Yes                   | Hoa Kỳ      |
| 25                        | @britneyspears   | Britney Spears        | 55                     | Musician                                          |                       | Hoa Kỳ      |
| 26                        | @shakira         | Shakira               | 53.7                   | Musician                                          |                       | Colombia    |
| 27                        | @ddlovato        | Demi Lovato           | 52.8                   | Musician and actress                              |                       | Hoa Kỳ      |
| 28                        | @KingJames       | LeBron James          | 52.8                   | Basketball player                                 |                       | Hoa Kỳ      |
| 29                        | @BBCBreaking     | BBC Breaking News     | 51.7                   | News channel                                      | Yes                   | Anh Quốc    |
| 30                        | @ChampionsLeague | UEFA Champions League | 50.7                   | Football league                                   | Yes                   | Thụy Sĩ     |
| 31                        | @jimmyfallon     | Jimmy Fallon          | 50                     | Comedian and television host                      |                       | Hoa Kỳ      |
| 32                        | @realmadrid      | Real Madrid CF        | 49.8                   | Football club                                     | Yes                   | Tây Ban Nha |
| 33                        | @espn            | ESPN                  | 49.5                   | Sports channel                                    | Yes                   | Hoa Kỳ      |
| 34                        | @SrBachchan      | Amitabh Bachchan      | 48.7                   | Actor                                             |                       | Ấn Độ       |
| 35                        | @BTS_twt         | BTS                   | 48.6                   | Musicians                                         |                       | Hàn Quốc    |
| 36                        | @FCBarcelona     | FC Barcelona          | 48.5                   | Football club                                     | Yes                   | Tây Ban Nha |
| 37                        | @akshaykumar     | Akshay Kumar          | 46.4                   | Actor                                             |                       | Ấn Độ       |
| 38                        | @MileyCyrus      | Miley Cyrus           | 46.4                   | Musician and actress                              |                       | Hoa Kỳ      |
| 39                        | @BeingSalmanKhan | Salman Khan           | 45.5                   | Actor                                             |                       | Ấn Độ       |
| 40                        | @NBA             | NBA                   | 45.3                   | Basketball league                                 | Yes                   | Hoa Kỳ      |
| 41                        | @JLo             | Jennifer Lopez        | 44.8                   | Musician and actress                              |                       | Hoa Kỳ      |
| 42                        | @iamsrk          | Shah Rukh Khan        | 43.9                   | Actor                                             |                       | Ấn Độ       |
| 43                        | @bts_bighit      | BTS                   | 43.8                   | Musicians                                         |                       | Hàn Quốc    |
| 44                        | @premierleague   | Premier League        | 42.8                   | Football league                                   | Yes                   | Anh Quốc    |
| 45                        | @SportsCenter    | SportsCenter          | 42.6                   | Sports channel                                    | Yes                   | Hoa Kỳ      |
| 46                        | @BrunoMars       | Bruno Mars            | 42.5                   | Musician                                          |                       | Hoa Kỳ      |
| 47                        | @Oprah           | Oprah Winfrey         | 41.9                   | Television personality                            |                       | Hoa Kỳ      |
| 48                        | @BBCWorld        | BBC World News        | 40.5                   | News channel                                      | Yes                   | Anh Quốc    |
| 49                        | @NiallOfficial   | Niall Horan           | 40.2                   | Musician                                          |                       | Ireland     |
| 50                        | @KylieJenner     | Kylie Jenner          | 40                     | Television personality                            |                       | Hoa Kỳ      |
| Tính đến tháng 1 năm 2024 |                  |                       |                        |                                                   |                       |             |

Elon Musk (@elonmusk) là chủ sở hữu của X và là người được theo dõi nhiều nhất trên X, với hơn 189 triệu người theo dõi.
Tài khoản của cựu tổng thống Barack Obama đang có nhiều lượt theo dõi nhất trên Twitter với hơn 131 triệu lượt.
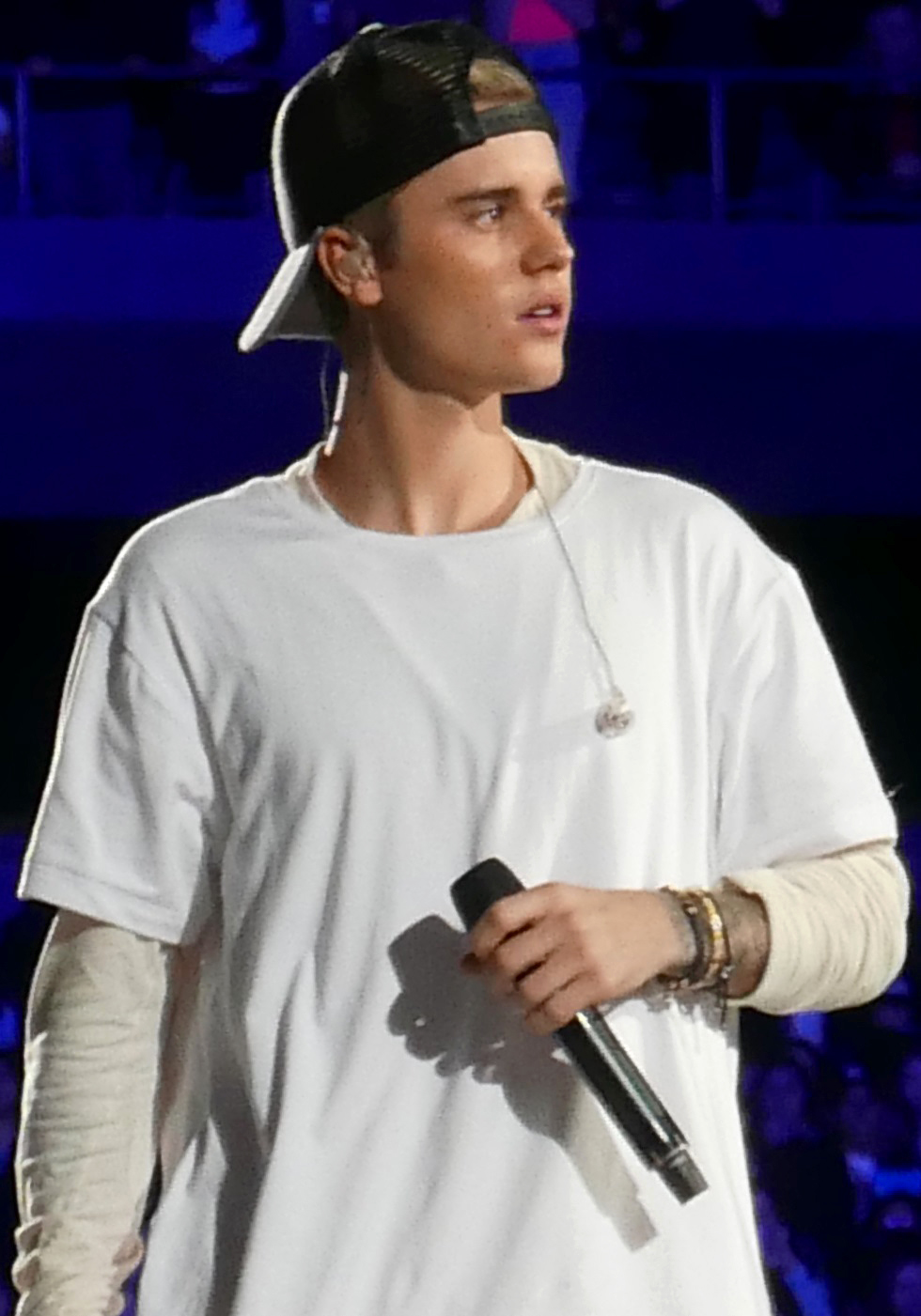
Ca sĩ người Canada Justin Bieber (@justinbieber) là nhạc sĩ được theo dõi nhiều nhất trên X, với hơn 110 triệu người theo dõi.
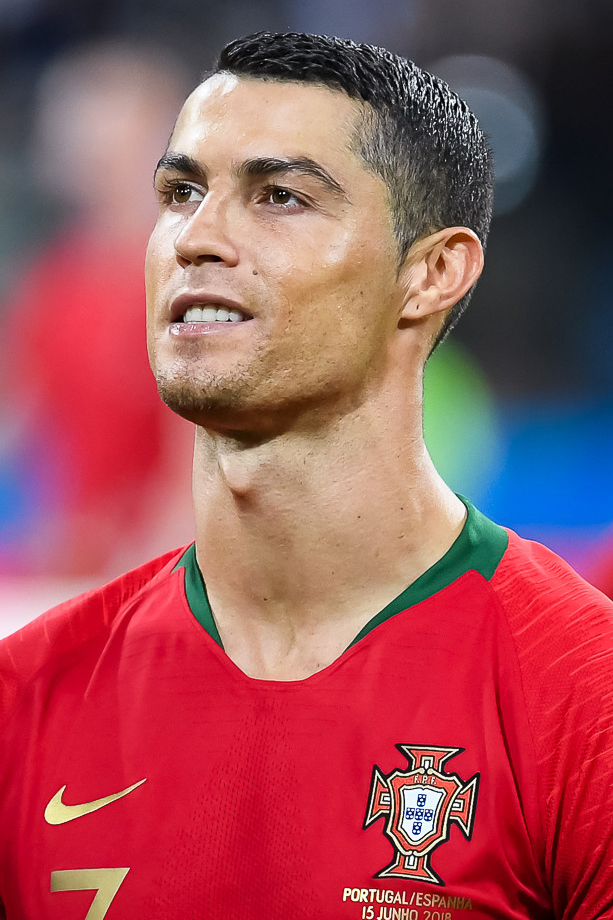
Cầu thủ bóng đá người Bồ Đào Nha Cristiano Ronaldo (@Cristiano) là nhân vật thể thao được theo dõi nhiều nhất trên X, với hơn 112 triệu người theo dõi.
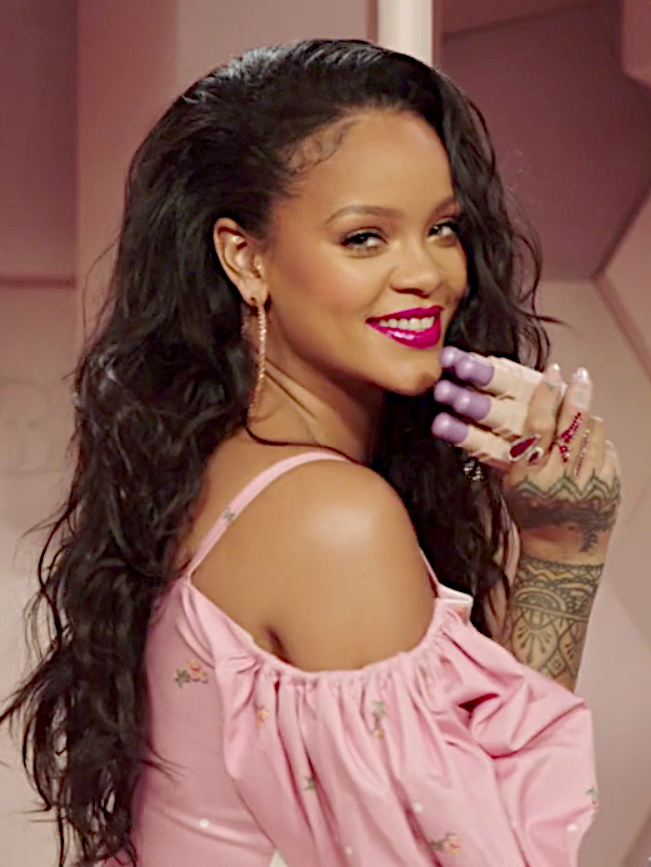
Ca sĩ người Barbados Rihanna (@rihanna) là người phụ nữ được theo dõi nhiều nhất trên X, với hơn 108 triệu người theo dõi.